# 雅顿 (特拉华州)
雅顿（英語：Arden）是美国特拉华州纽卡斯尔县下属的一座村落，面积为0.65平方公里，均为陆地。2011年的数据显示该地有人口442人。论人口在本州排行第38。